# Ананьинское сельское поселение
Ананьинское сельское поселение — муниципальное образование в составе Чернушинского района Пермского края.
Административный центр — село Ананьино.
В декабре 2004 года в результате реформы местного самоуправления Законом Пермского края наделено статусом сельского поселения.

## Географические положение
Поселение расположено на северо-западе Чернушинского района.

## История
С 1924 года по 2006 год на территории поселения был Ананьинский сельский совет и Ермиёвский сельский совет. С 2006 года в результате реформы местного самоуправления образовано Ананьинское сельское поселение.

## Население
| 2010 | 2012 | 2013 | 2014 | 2015 | 2016  | 2017 |
| ---- | ---- | ---- | ---- | ---- | ----- | ---- |
| 1013 | ↘989 | ↘973 | ↗994 | ↘986 | ↗1007 | ↘990 |
| 2018 | 2019 |      |      |      |       |      |
| ↘975 | ↗987 |      |      |      |       |      |

По данным переписи 2010 года численность населения составила 1013 человек, в том числе 503 мужчины и 510 женщин.

## Населённые пункты
| Название       | Тип населённого пункта       | Население, 2010 год | Почтовый индекс | ОКАТО          |
| -------------- | ---------------------------- | ------------------- | --------------- | -------------- |
| Ананьино       | Село, административный центр | 568                 | 617 812         | 57 257 804 001 |
| Ермия          | Село                         | 393                 | 617 813         | 57 257 819 001 |
| Маланичи       | Деревня                      | 39                  | 617 812         | 57 257 804 003 |
| Большое Качино | Деревня                      | 13                  | 617 812         | 57 257 804 002 |
| Кутана         | Деревня                      | 0                   | 617 813         | 57 257 819 002 |

## Экономика
На территории поселения осуществляют деятельность ООО «Северное», 4 пилорамы и 4 магазина

## Объекты социальной сферы
Общеобразовательные учреждения
- Ананьинская основная общеобразовательная школа
- Ермиёвская основная общеобразовательная школа

Дошкольные образовательные учреждения
- Ананьинский детский сад
- Ермиёвский детский сад

Учреждения здравоохранения
- Ананьинский ФАП
- Ермиёвский ФАП

## Известные уроженцы
- Некрасов, Андрей Акимович — Герой Советского Союза.